# Yves Rouquette
Pour les articles homonymes, voir Rouquette et Roquette.
Yves Rouquette (Ives Roqueta en occitan), né le 29 février 1936 à Sète (Hérault) et mort le 4 janvier 2015 à Saint-Affrique (Aveyron), est un poète, un écrivain français et un militant occitaniste.

## Biographie
Yves Rouquette était le mari de Marie Rouanet et le frère de Joan Larzac.
Yves Rouquette est né dans une famille rouergate d'origine modeste. Son père était employé dans les chemins de fer et sa mère travaillait dans une épicerie. Du temps de la guerre, avec son frère Jean, il a été envoyé à Camarès, ce qui lui a permis de mieux s'imprégner de la langue occitane. C'est à l'âge de 10 ans quand il était écolier au Collège Paul Valèry de Sète, qu'il est entré en contact avec son professeur de littérature, Robert Lafont, ce qui a fait naître sa vocation occitaniste. Robert Lafont lui fait prendre conscience que le « patois » qu'il pratiquait était une langue, l'occitan.
Après le baccalauréat, il entre en hypokhâgne et a pour correspondant Max Rouquette, qui le reçoit chaque jeudi. Il rend des visites à Léon Cordes, entre en correspondance avec Charles Camproux, Max Allier, Cristian Anatole
En mars 1975, avec Robert Sirc, Jacques Boisgontier et Charles Camproux, il a créé à Béziers le Centre international de recherche et de documentation occitane (CIRDOC), la première médiathèque dédiée entièrement à l'occitan.
Il a été un des animateurs du mouvement politique et culturel occitan. Il a fondé le label Ventadorn, qui a permis à la nouvelle chanson occitane de trouver une nouvelle audience.
Au niveau politique, il a eu des responsabilités dans le mouvement autonomiste Volèm Viure al País (es) à la fin des années 1970, puis il a adhéré de manière éphémère au parti socialiste français en 1981 avant de le quitter.

## Controverses
La qualité de son travail est discutée. Certains considèrent qu'il est l'un des pionniers de sa génération et l'un des écrivains occitans les plus talentueux. Robert Lafont le qualifiera de « plus important des écrivains de cette génération » (Nouvelle histoire de la littérature occitane, Presses universitaires de France, 1970). Certains pensent néanmoins que son action militante caractérisée par le populisme anti-universitaire a provoqué la crise de l'occitanisme de la fin des années 1970 et des années 1980. En particulier pour le rôle qu'il a joué dans la scission de l'IEO en 1981, lors de l'assemblée générale d'Aurillac entrainant le départ des universitaires comme Robert Lafont de cette organisation,,.

## Œuvres

### Poésie
- L’escrivèire public, Toulouse, IEO, 1958.
- Lo mal de la tèrra, Toulouse, Movement de la Joventut Occitana, 1959.
- Òda a sant Afrodisi, Toulouse, IEO, 1968.
- Breiz Atao, avec Henri Espieux et Joan Larzac, Tolouse, IEO, 1969.
- Roèrgue si, précédé de Oda a Sant Afrodisi et suivi de Messa pels pòrcs, Honfleur, Pierre-Jean Oswald, 1972
- Messa sens ren pels pòrcs a vendre, Ardouane, Quatre Vertats, 1970
- Los Negres, siam pas sols, 4 Vertats, 1972.
- Quand lo sang es tirat, lo cal beure, Villeneuve-sur-Lot, Forra-borra, 1972.
- Vila dubèrta, Villeneuve-sur-Lot, Forra-borra, 1973.
- Roèrgue, si ; Òda a sant Afrodisi ; Messa pels pòrcs, Honfleur, Pierre-Jean Oswald, 1972.
- Lo fuòc es al cementèri, Tolouse, IEO, 1974.
- Joan sens tèrra, Villeneuve-sur-Lot, Forra-borra, 1975.
- Ponteses, Forra-borra, 1976.
- Lo castel dels cans, Montpellier, CEO, 1977.
- Misericòrdias, La Talvera, 1988.
- Dels dos principis, Narbonne, Fernand Gautier, Recherches graphiques, 1988
- L’Escritura, publica o pas, Toulouse, IEO, 1989.
- Cellula XIII, Hyères, Les Cahiers de Garlaban, 1992.
- Lemosin’s blues, Letras d'òc, 2005.
- Pas que la fam / La faim, seule. 1958-2004, Letras d'òc, 2005.
- El, Jòb. Letras d'òc, 2007.

### Romans et nouvelles
- Lo poèta es una vaca, Lo libre occitan, 1967.
- La Paciéncia, IEO, 1968.
- Made in “France”, IEO, 1970.
- Lo trabalh de las mans, IEO, 1977.
- Lo peis de boès dins lo metrò, Vent Terral, 1979. Le poisson de bois dans le métro, traduction par François Riciardi, éditions Climats, collection Micro Climats, 1995,  (ISBN 2 84158 021 0)
- Zantifalorda e companhia, Viure a l’escòla, 1979.
- Anem ambe Ricon al vilatge de papet e mamet, IEO, 1981.
- Lengadòc roge : los enfants de la bona, IEO, 1984.
- Le fils du père , Toulouse, éditions Loubatières - (Lo filh del paire), sous le nom de Loïs Puech, IEO, 1985. Nouvelle édition : IEO, 2007.
- Nòstre Sénher de las escobilhas, Omnibus, 1990.
- La legenda de sant Men, Omnibus – IEO Aude, 1993.
- Argerianas, Lo gai saber, 1994.
- Marion dels arbres, IEO, 1996.

### Théâtre
- Lo cant de la tèrra suspenduda, CIDO, Béziers, 1985. Adaptation d’Angelo Savelli. Repris sous le titre Lo cant de la tèrra dins l’entredòs
- Auteurs en scènes – Les presses du Languedoc, Montpellier, 2004.
- Lo boçut que voliá faire lo torn de França, IEO, 1989.
- La ciutat negada, 1992.
- Las aventuras de Nasr Eddin, Tolouse, CRDP, 2003.
- Lo cant dels milenaris, Auteurs en scènes – Les presses du Languedoc, Montpellier, 2004.
- Armistiça, o las non-parelhas recèptas de las femnas d’Atènas per far tornar la patz, Letras d'òc, 2006. Adaptation d’Aristofanes.

### Essais
- Joseph-Sébastien Pons, collection Poètes d'aujourd'hui, n°97, Seghers, 1963.
- Sègle vint, CEO, 1974.
- Las cronicas de Viure, Vent Terral, 1975.
- Los carbonièrs de La Sala, Vent Terral, 1975.
- Istòria dels païses de lenga occitana, CIDO, 1979.
- De la vinha, del vin e dels òmes, IEO, 1987.
- Elva, la glèisa e Hans Clemer, Chambra d’òc, 2003.

### Divers
- Cathares., Toulouse, éditions Loubatières, 1991
- Midis, Toulouse, éditions Loubatières, 1992
- Sète et son archipel (Terres du Sud), illustrations de Pierre François, Toulouse, éditions Loubatières, 1991

### Traductions
- Joseph Delteil, Nòstre Sénher lo segond (Jésus II), IEO, 1973.
- Jean-Barthélemy Hauréau, Bernat Deliciós : Franciscans contra Inquisicion (Bernard Délicieux et l'inquisition albigeoise), IEO, 1981.
- Paul Valéry, Lo cementèri marin (Le cimetière marin), Omnibus, 1991.
- Joseph Delteil, Colerà (Choléra), IEO, 1993.
- Jean Giono, L’òme que plantava d’arbols (L’homme qui plantait des arbres), Occitania viva, 2002.
- Elio Vittorini, Conversacion en Sicília (Conversation en Sicile), Lo gai saber, 2003.
- Alain Lercher, Las trèvas d’Orador (Les fantômes d’Ouradour), IEO, 2003.

### Expositions internationnales
- 1000 ans de littérature occitane, avec Patrick Divaret, CIDO, 1983
- 20 ans de création occitane, avec  Patrick Divaret, CIDO, 1985

## Hommages
- Pour ses 50 ans de poésie, le musée Fleury de Lodève lui a consacré une grande exposition rétrospective en avril 2009.
- le 19 septembre 2015, l'auditorium du théâtre des Franciscains de Béziers est baptisé à son nom en présence de son épouse Marie Rouanet et de Robert Ménard maire de la ville[6].